# Kanton Le Beausset
Kanton Le Beausset is een kanton van het Franse departement Var. Kanton Le Beausset maakte deel uit van het arrondissement Toulon en telt 26.726 inwoners (1999). Het werd opgeheven bij decreet van 27 februari 2014, met uitwerking op 22 maart 2015. Alle gemeenten werden opgenomen in het nieuwe kanton Saint-Cyr-sur-Mer.

## Gemeenten
Het kanton Le Beausset omvatte de volgende gemeenten:
- Le Beausset (hoofdplaats)
- La Cadière-d'Azur
- Le Castellet
- Riboux
- Saint-Cyr-sur-Mer
- Signes